# گنجشک (فیلم ۲۰۱۵)
«گنجشک» (انگلیسی: Sparrows) یک فیلم سینمایی با مضمون اجتماعی است که در سال ۲۰۱۵ منتشر شد.

## خلاصه داستان
داستان یک پسر ۱۶ ساله را روایت می کند که از مادرش در ریکیاویک به سمت پدرش در حومه ایسلند حرکت می کند. 